# جان مارغريت دافنبورت
جان مارغريت دافنبورت (بالإنجليزية: Jean Margaret Davenport)‏ هي ممرضة وممثلة أمريكية، ولدت في 3 مايو 1829، وتوفيت في 3 أغسطس 1903.

## وصلات خارجية
- جان مارغريت دافنبورت على موقع قاعدة بيانات برودواي على الإنترنت (الإنجليزية)